# Grammy Award for Best Latin Rock or Alternative Album
Der Grammy Award for Best Latin Rock or Alternative Album, bis 2021 Grammy Award for Best Latin Rock, Urban or Alternative Album, (auf Deutsch etwa „Grammy Award für das beste Latin-Rock- oder -Alternative-Album“) ist ein Musikpreis, der seit 1998 bei den jährlich stattfindenden Grammy Awards verliehen wird. Ausgezeichnet werden Gesangs- und Instrumentalalben aus den Musikbereichen Latin Rock, Latin Hip-Hop und Urban oder Latin Alternative.

## Hintergrund und Geschichte
Die seit 1958 verliehenen Grammy Awards (eigentlich Grammophone Awards) werden jährlich in zahlreichen Kategorien von der National Academy of Recording Arts and Sciences (NARAS) in den Vereinigten Staaten von Amerika vergeben, um künstlerische Leistung, technische Kompetenz und hervorragende Gesamtleistung ohne Rücksicht auf die Album-Verkäufe oder Chart-Position zu ehren. Vergeben wird der Preis für qualitativ hochwertige Gesangs- und Instrumentalalben aus den Musikbereichen Latin Rock, Latin Hip-Hop und Urban oder Latin Alternative.
Die Kategorie wurde als Grammy Award for Best Latin Rock/Alternative Performance 1998 eingeführt, der Preis wurde an die argentinische Band Los Fabulosos Cadillacs für das Album Fabulosos Calavera vergeben. 2009 wurde die Kategorie mit dem Grammy Award for Best Latin Urban Album zur Kategorie Best Latin Rock, Alternative or Urban Album zusammengeführt, um die Anzahl der Grammy-Kategorien zu reduzieren. Im Jahr 2012 wurde die Verleihung des Preises ausgesetzt und gemeinsam mit dem Grammy Award for Best Latin Pop Album der neu gebildeten Kategorie Best Latin Pop, Rock or Urban Album zugeordnet. Im Juni 2012 wurde allerdings verkündet, dass er unter dem leicht geänderten Namen Best Latin Rock, Urban or Alternative Album ab 2013 wieder vergeben wird. Seit der Verleihung 2021 wurde der Grammy Award for Best Música Urbana Album als eigenständiger Preis vergeben und diese Kategorie in Grammy Award for Best Latin Rock or Alternative Album umbenannt.

## Statistik
Die mexikanische Band Maná hat diesen Preis bislang drei Mal erhalten und sind damit die Künstler mit den häufigsten Siegen in dieser Kategorie. Die US-amerikanische Band Ozomatli sind mit zwei Siegen 2002 und 2005 die einzigen mit mehr als einem Sieg. Das Duo Aterciopelados aus Kolumbien wurde viermal nominiert, hat den Preis jedoch nie erhalten. Mit den kommenden Grammyverleihungen 2015 trifft dies auch auf die mexikanische Band Molotov zu, die ihn jedoch noch erhalten kann.

## Gewinner und nominierte Künstler
| Jahr                                                                       | Künstler / Band         | Nationalität       | Werk                        | Weitere nominierte Künstler | Bilder der Künstler        |
| -------------------------------------------------------------------------- | ----------------------- | ------------------ | --------------------------- | --- | -------------------------- |
| Best Latin Rock, Urban or Alternative Album                                |                         |                    |                             | |                            |
| 1998                                                                       | Los Fabulosos Cadillacs | Argentinien        | Fabulosos Calavera          | - Aterciopelados – La pipa de la paz - Café Tacvba – Avalancha de éxitos - El Tri – Cuando tú no estás - Molotov – ¿Dónde jugarán las niñas?                                              | Los Fabulosos Cadillacs    |
| 1999                                                                       | Maná                    | Mexiko             | Sueños líquidos             | - Aterciopelados – Caribe atómico - El Tri – Fin de siglo - Enanitos Verdes – Tracción acústica - Shakira – ¿Dónde están los ladrones?                                                    | Maná, 2012                 |
| 2000                                                                       | Chris Pérez Band        | Vereinigte Staaten | Resurrection                | - Café Tacvba – Revés/Yo soy - Enanitos Verdes – Néctar - Los Fabulosos Cadillacs – La marcha del golazo solitario - Jaguares – Bajo el azul de tu misterio                               | Chris Gilbert Pérez, 2012  |
| 2001                                                                       | La Ley                  | Chile              | Uno                         | - Café Quijano – La extraordinaria paradoja del sonido quijano - El Tri – No podemos volar - Fito Páez – Abre - Los Amigos Invisibles – Arepa 3000                                        | La Ley                     |
| 2002                                                                       | Ozomatli                | Vereinigte Staaten | Embrace the Chaos           | - Aterciopelados – Gozo poderoso - Jaguares – Cuando la sangre galopa - Juanes – Fíjate bien - Manu Chao – Próxima estación: Esperanza                                                    | Ozomatli, 2012             |
| 2003                                                                       | Maná                    | Mexiko             | Revolución de amor          | - Juanes – Un día normal - Kinky – Kinky - Orishas – Emigrante - Sindicato Argentino del Hip Hop – Un paso a la eternidad                                                                 | Maná, 2012                 |
| 2004                                                                       | Café Tacvba             | Mexiko             | Cuatro caminos              | - Akwid – Proyecto Akwid - Gustavo Cerati – Siempre es hoy - Molotov – Dance and Dense Denso - Yerba Buena – President Alien                                                              | Café Tacvba                |
| 2005                                                                       | Ozomatli                | Vereinigte Staaten | Street Signs                | - Akwid – Komp 104.9 Radio Compa - Alejandra Guzmán – Lipstick - Juanes – Mi sangre - Julieta Venegas – Sí                                                                                | Ozomatli in Edmonton, 2007 |
| 2006                                                                       | Shakira                 | Kolumbien          | Fijación oral vol. 1        | - La Secta AllStar – Consejo - Molotov – Con todo respeto - Orishas – El kilo - Vico C – Desahogo                                                                                         | Shakira, 2009              |
| 2007                                                                       | Maná                    | Mexiko             | Amar es combatir            | - Tego Calderón – The Underdog/El subestimado - Calle 13 – Calle 13 - Los Amigos Invisibles – Super Pop Venezuela - Black Guayaba – Lo demás es plástico                                  | Maná, 2012                 |
| 2008                                                                       | Black Guayaba           | Puerto Rico        | No hay espacio              | - Jarabe de Palo – Adelantando - Panda – Amantes sunt amentes - Los Rabanes – Kamikaze - Zoé – Memo Rex Commander y el corazón atómico de la vía láctea                                   |                            |
| 2009                                                                       | Jaguares                | Mexiko             | 45                          | - Grupo Fantasma – Sonidos Gold - Locos Por Juana – La verdad - Nortec Collective presents: Bostich & Fussible – Tijuana Sound Machine - Ximena Sariñana – Mediocre                       |                            |
| 2010                                                                       | Calle 13                | Puerto Rico        | Los de atrás vienen conmigo | - Aterciopelados – Rio - Bebe – Y. - Los Fabulosos Cadillacs – La luz del ritmo - Wisin & Yandel – La revolución                                                                          | Calle 13                   |
| 2011                                                                       | Grupo Fantasma          | Vereinigte Staaten | El existential              | - ChocQuibTown – Oro - Draco – Amor vincit omnia - Nortec Collective Presents Bostich+Fussible – Bulevard 2000 - Ana Tijoux – 1977                                                        |                            |
| 2013                                                                       | Quetzal                 | Vereinigte Staaten | Imaginaries                 | - Campo – Campo - Carla Morrison – Déjenme llorar - Sistema Bomb – Electro-Jarocho - Ana Tijoux – La bala                                                                                 |                            |
| 2014                                                                       | La Santa Cecilia        | Mexiko             | Treinta Días                | - Café Tacvba – El objeto antes llamado disco - El Tri – Ojo por ojo - Illya Kuryaki and the Valderramas – Chances - Los Amigos Invisibles – Repeat After Me                              |                            |
| 2015                                                                       | Calle 13                | Puerto Rico        | Multiviral                  | - ChocQuibTown – Behind the Machine (Detrás de la máquina) - Jorge Drexler – Bailar en la cueva - Molotov – Agua maldita - Ana Tijoux – Vengo                                             | Calle 13, 2012             |
| 2016                                                                       | Natalia Lafourcade      | Mexiko             | Hasta la raíz               | - Bomba Estéreo – Amanecer - La Cuneta Son Machin – Mondongo - Monsieur Periné – Caja de Musica                                                                                           |                            |
| 2016                                                                       | Pitbull                 | Vereinigte Staaten | Dale                        | - Bomba Estéreo – Amanecer - La Cuneta Son Machin – Mondongo - Monsieur Periné – Caja de Musica                                                                                           |                            |
| 2017                                                                       | iLe                     | Puerto Rico        | Ilevitable                  | - Illya Kuryaki and the Valderramas – L.H.O.N. (La humanidad o nosotros) - La Santa Cecilia – Buenaventura - Los Rakas – Los Rakas - Carla Morrison – Amor supremo                        |                            |
| 2018                                                                       | Residente               | Puerto Rico        | Residente                   | - Bomba Estéreo – Ayo - C4 Trío & Desorden Público – Pa’ fuera - Jorge Drexler – Salvavidas de hielo - Los Amigos Invisibles – El Paradise                                                |                            |
| 2019                                                                       | Zoé                     | Mexiko             | Aztlán                      | - Aterciopelados – Claroscura - Coastcity – Coastcity - Monsieur Periné – Encanto tropical - Orishas – Gourmet                                                                            |                            |
| 2020 26. Januar 2020                                                       | Rosalía                 | Spanien            | El mal querer               | - Bad Bunny – X 100pre - J Balvin & Bad Bunny – Oasis - Flor de Toloache – Indestructible - iLe – Almadura                                                                                |                            |
| Best Latin Rock or Alternative Album (siehe auch Best Música Urbana Album) |                         |                    |                             | |                            |
| 2021 14. März 2021                                                         | Fito Páez               | Argentinien        | La conquista del espacio    | - Bajofondo – Aura - Cami – Monstruo - Cultura Profética – Sobrevolando - Lido Pimienta – Miss Colombia                                                                                   |                            |
| 2022 3. April 2022                                                         | Juanes                  | Kolumbien          | Origen                      | - Bomba Estéreo – Deja - Diamante Eléctrico – Mira lo que me hiciste hacer (Deluxe Edition) - Nathy Peluso – Calambre - C. Tangana – El Madrileño - Zoé – Sonidos de karmática resonancia |                            |
| 2023 5. Februar 2023                                                       | Rosalía                 | Spanien            | Motomami                    | - Cimafunk – El alimento - Jorge Drexler – Tinta y tiempo - Mon Laferte – 1940 Carmen - Gaby Moreno – Alegoría - Fito Páez – Los años salvajes                                            |                            |
| 2024 4. Februar 2024                                                       | Juanes                  | Kolumbien          | Vita cotidiana              | - Cabra – Martínez - Diamante Eléctrico – Leche de tigre - Fito Páez – EADDA9223 | Juanes 2023                |
| 2024 4. Februar 2024                                                       | Natalia Lafourcade      | Mexiko             | De todas las flores         | - Cabra – Martínez - Diamante Eléctrico – Leche de tigre - Fito Páez – EADDA9223 | Natalia Lafourcade 2023    |
| 2025 2. Februar 2025                                                       | Rawayana                | Venezuela          | ¿Quién trae las cornetas?   | - Compita des destino von El David Aguilar - Pa’ tu cuerpa von Cimafunk - Autopoiética von Mon Laferte - Grasa von Nathy Peluso                                                           |                            |

## Belege
1. ↑  “honor artistic achievement, technical proficiency and overall excellence in the recording industry, without regard to album sales or chart position” Overview. National Academy of Recording Arts and Sciences, archiviert vom Original am 19. August 2012; abgerufen am 11. September 2014.  Info: Der Archivlink wurde automatisch eingesetzt und noch nicht geprüft. Bitte prüfe Original- und Archivlink gemäß Anleitung und entferne dann diesen Hinweis.
2. ↑  Grammy Awards at a Glance. In: Los Angeles Times. Tribune Company, abgerufen am 29. Mai 2011.
3. ↑  Grammy Awards restructuring (Memento des Originals vom 3. Dezember 2011 im Internet Archive)  Info: Der Archivlink wurde automatisch eingesetzt und noch nicht geprüft. Bitte prüfe Original- und Archivlink gemäß Anleitung und entferne dann diesen Hinweis.
4. ↑  The Recording Academy Announces Board Of Trustees Meeting Results. National Academy of Recording Arts and Sciences, 8. Juni 2012, abgerufen am 11. Juni 2012.
5. ↑  List of Nominees 2015 (PDF; 3 MB).